# Stephen B. King
Stephen B. King (* 4. července 1941) je americký podnikatel a politik, který od roku 2017 do roku 2023 působil jako velvyslanec Spojených států amerických v České republice. Je členem Republikánské strany a je zakladatelem společnosti King Capital LLC, investiční a realitní společnosti. Předtím pracoval ve Federálním úřadu pro vyšetřování (FBI) jako agent a v roce 1988 se neúspěšně snažil o nominaci za republikánskou stranu do Senátu USA ve státě Wisconsin.
King se narodil v Indianapolis v Indianě a vyrostl v Chicagu ve státě Illinois. V roce 1963 získal bakalářský titul v oboru společenských věd a v roce 1966 magisterský titul v oboru politologie na Western Illinois University. V letech 1963–1966 pracoval jako učitel sociálních věd v Rushville ve státě Illinois a poté do roku 1967 jako asistent školního dozorce ve stejné školní čtvrti.
V červnu 1972, při vloupání do komplexu Watergate, jež vedlo k rezignaci prezidenta Richarda Nixona v srpnu 1974 a které bylo součástí akce, která zahrnovala sledování, odposlouchávání, diskreditaci politických protivníků a další nezákonné aktivity financované z částečně ilegálních fondů, byl King bezpečnostním agentem Výboru pro znovuzvolení prezidenta, který byl pověřen, aby unesl a zadržel Marthu Mitchellovou, manželku tehdejšího ministra spravedlnosti Spojených států, Johna N. Mitchella. Podle výpovědi Mitchellové ji King držel v jejím hotelovém pokoji proti její vůli aby jí zabránil mluvit s novináři, přičemž použil hrubou fyzickou sílu. King Mitchellovou mimo jiné držel svou vahou na posteli, přitiskl jí ke zdi a poté jí bránil v pohybu, zatímco jí bylo injekčně podáváno sedativum.  Plán únosu paní Mitchellové později potvrdil James McCord, jeden z pachatelů vloupání do Watergate. Mitchellovou po několika dnech v zajetí vystopovala novinářka Daily News, Marcia Kramer. Mitchellovou popsala jako "zmlácenou ženu, která měla na pažích šokující modré a černé podlitiny." King nepopřel své zapojení v zadržení paní Mitchellové, popírá však části jejího příběhu. Sean Bartlett, mluvčí demokratů v Senátním výboru pro zahraniční vztahy, uvedl, že Kinga požádali, aby se k tomuto incidentu vyjádřil před senátem v rámci přijímacího procesu do role příštího velvyslance Spojených států v České republice. „Po výslechu a zhodnocení jeho další kvalifikace a odpovědí na otázky týkajících se řady dalších záležitostí, došli členové výboru k závěru, že neexistují důkazy nebo důvody k oddálení jeho jmenování,“ uvedl Bartlett. Kingovo jmenování bylo odhlasováno Senátem bez námitek.
Je ženatý s Karen. Mají tři děti.